# Maxomys whiteheadi
Maxomys whiteheadi  Thomas, 1894) è un roditore della famiglia dei Muridi, diffuso in Indocina e Indonesia.

## Descrizione

### Dimensioni
Roditore di medie dimensioni, con lunghezza della testa e del corpo tra 110 e 150 mm, la lunghezza della coda tra 87 e 125 mm, la lunghezza del piede tra 25 e 31 mm e un peso fino a 90 g.

### Aspetto
La pelliccia è corta e spinosa. Il colore delle parti superiori varia dal bruno-rossiccio al marrone scuro. I peli spinosi hanno la punta nera. Le parti ventrali variano dal grigio al grigio-arancione. Sono presenti numerosi peli spinosi più chiari e soffici. Le mani ed i piedi sono bianchi. La coda è lunga quanto la testa ed il corpo ed è marrone scuro sopra e più chiara inferiormente. Sono presenti solo 5 cuscinetti sulla pianta dei piedi. Le femmine hanno un paio di mammelle pettorali, un paio post-ascellari e due paia inguinali. Il cariotipo è 2n=36 FN=70-72.

## Biologia

### Comportamento
È una specie notturna e terricola.

### Alimentazione
Si nutre di parti vegetali e formiche.

### Riproduzione
La stagione riproduttiva è presente durante tutto l'anno. Le femmine danno alla luce 1-6 piccoli alla volta. L'aspettativa di vita è di circa 3 mesi e mezzo.

## Distribuzione e habitat
Questa specie è diffusa nella Thailandia peninsulare, Penisola malese, Sumatra, Borneo ed alcune isole vicine.
Vive nelle foreste e in risaie circondate da fitta vegetazione fino a 2.100 metri di altitudine.

## Tassonomia
Sono state riconosciute 12 sottospecie:
- M.w.whiteheadi: Borneo settentrionale;
- M.w.asper (Miller, 1900): Thailandia peninsulare;
- M.w.batamanus (Lyon, 1907): Isole Riau: Batam, Setoko; Sumatra orientale, isole lungo la costa orientale di Sumatra: Rupat e Padang;
- M.w.batus (Miller, 1911): Isole Banyak: Tuangku; Nias; Isole Batu: Tanahbalu, Tanahmasa, Pini;
- M.w.coritzae (Sody, 1941): Borneo sud-orientale;
- M.w.klossi (Bonhote, 1906): Penisola malese;
- M.w.mandus (Lyon, 1908): Sumatra orientale;
- M.w.melanurus (Shamel, 1940): Isole lungo la costa orientale del Borneo: Pulau Miang Besar;
- M.w.melinogaster (Cabrera, 1920): Borneo settentrionale;
- M.w.perlutus (Thomas, 1911): Borneo;
- M.w.piratae (Chasen, 1940):Isole a nord del Borneo: Malawali, Balambangan, Banggi;
- M.w.subitus (Chasen, 1940): Isole Natuna: Serasan.

## Conservazione
La IUCN Red List, considerato che la popolazione è diminuita di più del 30% negli ultimi 10 anni a causa del disboscamento, classifica M.whiteheadi come specie vulnerabile (VU).